# Semirhynchia rudebecki
Semirhynchia rudebecki is een insect uit de familie van de Nemopteridae, die tot de orde netvleugeligen (Neuroptera) behoort. 
Semirhynchia rudebecki is voor het eerst wetenschappelijk beschreven door Tjeder in 1967.